# Tóth Sámuel
Tóth Sámuel (Tiszalök, 1838. június 27. – Debrecen, 1899. április 18.) református teológiai tanár.

## Élete
Tiszalökön született, ahol apja leánytanító volt. A gimnázium öt alsó osztályát Hajdúnánáson járta; innét a debreceni főiskolára ment és itt előbb a gimnáziumi VI-VIII. osztályokat végezte, majd a hittanszaki tanfolyamnak hallgatója lett. Az 1860-62. iskolai években esküdt felügyelő és körtanító volt. 1862-63-ban Pozsonyba ment nevelőnek, ugyanekkor egyszersmind kisegítő tanárként is alkalmazták az ottani evangélikus líceumban. 1863-1864-ben már újra a debreceni iskolában működött, mint contrascriba az első-, s mint senior a második félévben. 1864. április 11-én hittanárrá választották meg a debreceni főiskolában. Mielőtt ezen állomást elfoglalta, ismereteinek bővítése végett külföldre utazott, s előbb a zürichi, majd a heidelbergi és göttingeni egyetemek hallgatója volt; az utolsó félévet Londonban és utazásban töltötte. 1866. november 6-án foglalta el tanári hivatalát. A tiszántúli egyházkerület 1869-ben egyházkerületi aljegyzővé, 1872-ben főjegyzővé választotta meg (utóbbi állásáról 1897-ben lemondott). Az 1877-ben megindult konventi tanácskozásokban egyházkerülete megbízásából mindenkor részt vett és a jegyzőkönyveket ő szerkesztette. Több törvénytervezetet is megalkotott. A tiszántúli református egyházkerület által az Énekeskönyv ügyében kiküldött bizottságnak tagja és jegyzője is volt. Tagja volt a debreceni és a budapesti zsinatnak.
Cikkei megjelentek az Evangeliumi Protestáns Lapban és a Protestáns Hetilapban.

## Munkái
- A vallástanítónak a prot. egyházbani feladatáról. Debreczen, 1866.
- Beszéde, melyeket a hittanszakban beállításukkor mondottak. Debreczen, (1866. Balogh Ferencz beszédével együtt.).
- Emlékbeszéd Balogh Péter gyászünnepélye alkalmával. Uo. 1871.
- Az egyházakat és belhivatalnokokat érdeklő orsz. törvények, kormányrendeletek, egyházkerületi szabályok és intézkedés kivonatos gyűjteménye. Debreczen, 1875.
- A magyar reformált egyház szervezetére és megállapítandó rendszabályokra vonatkozó tervjavaslat. Uo. 1878.
- A magyarországi ref. egyház 1877. nov. 15-17. Budapesten tartott egyetemes konventjében a zsinati munkálatok előkészítése végett megválasztott két albizottságnak munkálata. Uo. 1878.
- Zsinati előmunkálatok. Debreczen és Bpest, 1879. Két füzet.
- A magyarországi reformált egyház alkotmányának tervezete. Debreczen, 1880.
- A középiskolai oktatás szervezetének szabályzata. Uo. 1880.
- Egyházi biróság és törvénykezési rendtartás. Uo. 1881.
- Az országos reformált egyházi segélyalap tervezete. Uo. 1881.
- Köznevelés és közoktatás szervezetének szabályzata a magyar reformált egyházban ... Uo. 1881.
- Egyházi törvények az evangelium szerint reformált magyarországi keresztyén egyházban. Uo. 1882. (2. hiv. kiadás. Bpest, 1888., 1894., 1899. és 1909.) Online
- A tiszántúli ref. egyházkerület 1880. ápr. 12-16. Debreczenben tartott első gyűlésének Jegyzőkönyve. Debreczen, 1880. U. a. 1883. ápr. 26-30. U. a. szept. 4-8. második gyűlésének. U. a. 1884. ápr. 26.-máj. 2., aug. 18-23. U. a. 1885. ár. 23-28. és aug. 24-28. Uo. 1883-85. Négy füzet.
- Magyarországi ev. ref. egyház Egyetemes Névtára 1886. évre. Bpest, 1887.
- Az 1890-91. törvényczikk százados ünnepe a magyarországi ref. és ág. hitv. evang. egyházak egyetemes zsinatain Budapesten 1891. decz. 6. Uo. 1892.
- A magyarországi ev. ref. egyház 1891. decz. 5. megnyilt egyetemes zsinatának Naplója. Kiadja (1891. decz. 5-16.) Uo. 1892.
- Ugyanaz. Budapesten 1904. nov. 10. megnyílt országos zsinatának Naplója. Uo. 1904-5. U. a. 1906. márcz. 27-30., jún. 20-21. U. a. 1907. márcz. 12-14. Uo. Három rész öt kötet.
- Adalékok a tiszántúli ev. ref. egyházkerület történetéhez. Debreczen, 1894. Két füzet. (Nagy részben Révész Imre kéziratának felhasználásával).
- Bécsi tanácskozás a magyarországi prof. egyház szervezete ügyében. Uo. 1894.
- Betűrendes tárgymutató a tiszántúli ev. ref. egyházkerület Jegyzőkönyvéhez 1880-tól 1893-ig. Uo. 1894.

Szerkesztette a Debreczeni Protestáns Lapot 1881-től 1886-ig.